# Eleições legislativas portuguesas de 2025 no distrito de Lisboa
| Eleições legislativas portuguesas de 2025 Distritos: Aveiro \| Beja \| Braga \| Bragança \| Castelo Branco \| Coimbra \| Évora \| Faro \| Guarda \| Leiria \| Lisboa \| Portalegre \| Porto \| Santarém \| Setúbal \| Viana do Castelo \| Vila Real \| Viseu \| Açores \| Madeira \| Estrangeiro |

## Resultados por concelho
Os resultados nos concelhos do Distrito de Lisboa foram os seguintes:

### Alenquer
| Partido                 | Partido                                  | Votos  | %               | +/-  |
| ----------------------- | ---------------------------------------- | ------ | --------------- | ---- |
|                         | Chega                                    | 7 010  | 28,11 / 100,00  | 5,17 |
|                         | AD - Coligação PSD/CDS                   | 6 153  | 24,67 / 100,00  | 3,11 |
|                         | Partido Socialista                       | 5 909  | 23,69 / 100,00  | 4,99 |
|                         | Iniciativa Liberal                       | 1 350  | 5,41 / 100,00   | 0,30 |
|                         | Coligação Democrática Unitária (PCP-PEV) | 1 217  | 4,88 / 100,00   | 0,60 |
|                         | Livre                                    | 1 119  | 4,49 / 100,00   | 1,01 |
|                         | Bloco de Esquerda                        | 512    | 2,05 / 100,00   | 2,70 |
|                         | Alternativa Democrática Nacional         | 366    | 1,47 / 100,00   | 0,27 |
|                         | Pessoas–Animais–Natureza                 | 340    | 1,36 / 100,00   | 0,54 |
|                         | Outros (com menos de 1,00%)              | 431    | 1,73 / 100,00   |      |
| Votos Inválidos         | Votos Inválidos                          | 535    | 2,15 / 100,00   | 0,30 |
| Total                   | Total                                    | 24 942 | 100,00 / 100,00 |      |
| Eleitorado/Participação | Eleitorado/Participação                  | 37 463 | 66,58 / 100,00  | 2,44 |

| Freguesia                                  | %     | %     | %     | %    | %    | %    | %    | %    | %    | Votantes | Taxa de Participação |
| Freguesia                                  | CH    | AD    | PS    | IL   | CDU  | L    | BE   | ADN  | PAN  | Votantes | Taxa de Participação |
| ------------------------------------------ | ----- | ----- | ----- | ---- | ---- | ---- | ---- | ---- | ---- | -------- | -------------------- |
| Freguesia                                  |       |       |       |      |      |      |      |      |      | Votantes | Taxa de Participação |
| Abrigada e Cabanas de Torres               | 23,70 | 23,13 | 27,58 | 4,04 | 8,65 | 2,99 | 2,35 | 1,90 | 0,81 | 2 473    | 66,93                |
| Aldeia Galega da Merceana e Aldeia Gavinha | 25,96 | 26,32 | 26,20 | 4,39 | 4,91 | 3,68 | 1,40 | 2,16 | 1,17 | 1 710    | 66,88                |
| Alenquer (Santo Estêvão e Triana)          | 26,45 | 25,98 | 21,08 | 7,41 | 4,51 | 5,70 | 2,30 | 1,28 | 1,57 | 7 345    | 71,08                |
| Carnota                                    | 26,01 | 29,71 | 23,61 | 3,92 | 5,77 | 3,48 | 1,41 | 2,18 | 0,98 | 919      | 67,33                |
| Carregado e Cadafais                       | 33,05 | 22,43 | 20,86 | 5,75 | 4,24 | 4,65 | 2,39 | 1,25 | 1,56 | 6 727    | 60,42                |
| Meca                                       | 26,10 | 21,60 | 30,99 | 3,13 | 5,96 | 3,91 | 1,56 | 1,56 | 0,39 | 1 023    | 70,26                |
| Olhalvo                                    | 23,37 | 28,76 | 29,00 | 3,68 | 4,58 | 3,92 | 1,31 | 1,14 | 1,14 | 1 224    | 72,68                |
| Ota                                        | 32,68 | 24,38 | 22,57 | 3,76 | 5,84 | 3,11 | 1,69 | 1,43 | 1,04 | 771      | 72,60                |
| Ribafria e Pereiro de Palhacana            | 30,82 | 22,85 | 26,21 | 3,67 | 3,04 | 4,40 | 1,78 | 1,36 | 2,20 | 954      | 66,99                |
| Ventosa                                    | 26,38 | 26,71 | 28,94 | 3,63 | 3,22 | 3,46 | 0,99 | 1,32 | 1,24 | 1 213    | 68,76                |
| Vila Verde dos Francos                     | 26,76 | 23,67 | 28,13 | 3,95 | 3,43 | 3,77 | 2,23 | 2,40 | 1,54 | 583      | 58,95                |
| Alenquer                                   | 28,11 | 24,67 | 23,69 | 5,41 | 4,88 | 4,49 | 2,05 | 1,47 | 1,36 | 24 942   | 66,58                |

### Amadora
| Partido                 | Partido                                  | Votos   | %               | +/-  |
| ----------------------- | ---------------------------------------- | ------- | --------------- | ---- |
|                         | Partido Socialista                       | 25 599  | 28,83 / 100,00  | 5,11 |
|                         | AD - Coligação PSD/CDS                   | 21 295  | 23,99 / 100,00  | 2,59 |
|                         | Chega                                    | 18 819  | 21,20 / 100,00  | 4,13 |
|                         | Livre                                    | 5 632   | 6,34 / 100,00   | 1,48 |
|                         | Iniciativa Liberal                       | 5 375   | 6,05 / 100,00   | 0,59 |
|                         | Coligação Democrática Unitária (PCP-PEV) | 3 603   | 4,06 / 100,00   | 0,21 |
|                         | Bloco de Esquerda                        | 2 424   | 2,73 / 100,00   | 2,67 |
|                         | Pessoas–Animais–Natureza                 | 1 685   | 1,90 / 100,00   | 0,71 |
|                         | Alternativa Democrática Nacional         | 1 052   | 1,18 / 100,00   | 0,16 |
|                         | Outros (com menos de 1,00%)              | 1 307   | 1,48 / 100,00   |      |
| Votos Inválidos         | Votos Inválidos                          | 1 992   | 2,25 / 100,00   | 0,11 |
| Total                   | Total                                    | 88 783  | 100,00 / 100,00 |      |
| Eleitorado/Participação | Eleitorado/Participação                  | 142 006 | 62,52 / 100,00  | 2,12 |

| Freguesia             | %     | %     | %     | %    | %    | %    | %    | %    | %    | Votantes | Taxa de Participação |
| Freguesia             | PS    | AD    | CH    | L    | IL   | CDU  | BE   | PAN  | ADN  | Votantes | Taxa de Participação |
| --------------------- | ----- | ----- | ----- | ---- | ---- | ---- | ---- | ---- | ---- | -------- | -------------------- |
| Freguesia             |       |       |       |      |      |      |      |      |      | Votantes | Taxa de Participação |
| Águas Livres          | 30,96 | 23,43 | 19,10 | 6,04 | 6,14 | 4,07 | 3,04 | 2,02 | 1,36 | 18 861   | 60,55                |
| Alfragide             | 23,85 | 31,92 | 17,56 | 7,78 | 8,79 | 2,68 | 2,19 | 1,58 | 0,85 | 9 908    | 71,94                |
| Encosta do Sol        | 31,12 | 21,49 | 23,63 | 5,81 | 4,55 | 4,26 | 2,55 | 1,55 | 1,13 | 13 135   | 59,31                |
| Falagueira-Venda Nova | 32,47 | 20,94 | 20,71 | 5,99 | 4,92 | 4,84 | 2,83 | 2,04 | 1,32 | 10 553   | 61,38                |
| Mina de Água          | 26,99 | 23,09 | 24,65 | 5,86 | 5,89 | 3,91 | 2,59 | 1,99 | 1,22 | 22 512   | 63,67                |
| Venteira              | 27,56 | 25,21 | 19,08 | 7,29 | 6,54 | 4,48 | 3,00 | 2,04 | 1,09 | 13 814   | 61,72                |
| Amadora               | 28,83 | 23,99 | 21,20 | 6,34 | 6,05 | 4,06 | 2,73 | 1,90 | 1,18 | 88 783   | 62,52                |

### Arruda dos Vinhos
| Partido                 | Partido                                  | Votos  | %               | +/-  |
| ----------------------- | ---------------------------------------- | ------ | --------------- | ---- |
|                         | AD - Coligação PSD/CDS                   | 2 565  | 29,44 / 100,00  | 2,14 |
|                         | Chega                                    | 2 012  | 23,09 / 100,00  | 3,95 |
|                         | Partido Socialista                       | 1 995  | 22,90 / 100,00  | 4,20 |
|                         | Iniciativa Liberal                       | 736    | 8,45 / 100,00   | 0,80 |
|                         | Livre                                    | 442    | 5,07 / 100,00   | 1,09 |
|                         | Coligação Democrática Unitária (PCP-PEV) | 253    | 2,90 / 100,00   | 0,38 |
|                         | Bloco de Esquerda                        | 152    | 1,74 / 100,00   | 2,23 |
|                         | Pessoas–Animais–Natureza                 | 118    | 1,35 / 100,00   | 0,50 |
|                         | Alternativa Democrática Nacional         | 116    | 1,33 / 100,00   | 0,41 |
|                         | Outros (com menos de 1,00%)              | 119    | 1,36 / 100,00   |      |
| Votos Inválidos         | Votos Inválidos                          | 205    | 2,35 / 100,00   | 0,41 |
| Total                   | Total                                    | 8 713  | 100,00 / 100,00 |      |
| Eleitorado/Participação | Eleitorado/Participação                  | 12 099 | 72,01 / 100,00  | 2,71 |

| Freguesia           | %     | %     | %     | %    | %    | %    | %    | %    | %    | Votantes | Taxa de Participação |
| Freguesia           | AD    | CH    | PS    | IL   | L    | CDU  | BE   | PAN  | ADN  | Votantes | Taxa de Participação |
| ------------------- | ----- | ----- | ----- | ---- | ---- | ---- | ---- | ---- | ---- | -------- | -------------------- |
| Freguesia           |       |       |       |      |      |      |      |      |      | Votantes | Taxa de Participação |
| Arranhó             | 32,50 | 24,87 | 24,34 | 4,41 | 3,16 | 2,30 | 2,04 | 1,32 | 1,12 | 1 520    | 69,66                |
| Arruda dos Vinhos   | 28,94 | 22,28 | 22,05 | 9,93 | 5,60 | 3,15 | 1,64 | 1,42 | 1,34 | 5 840    | 72,60                |
| Cardosas            | 32,52 | 23,87 | 21,43 | 4,70 | 5,45 | 3,57 | 1,88 | 0,94 | 1,69 | 532      | 74,82                |
| Santiago dos Velhos | 25,33 | 25,09 | 27,16 | 7,80 | 4,63 | 1,83 | 1,83 | 1,22 | 1,46 | 821      | 70,65                |
| Arruda dos Vinhos   | 29,44 | 23,09 | 22,90 | 8,45 | 5,07 | 2,90 | 1,74 | 1,35 | 1,33 | 8 713    | 72,01                |

### Azambuja
| Partido                 | Partido                                  | Votos  | %               | +/-  |
| ----------------------- | ---------------------------------------- | ------ | --------------- | ---- |
|                         | Chega                                    | 3 395  | 29,48 / 100,00  | 6,11 |
|                         | Partido Socialista                       | 2 786  | 24,19 / 100,00  | 5,91 |
|                         | AD - Coligação PSD/CDS                   | 2 536  | 22,02 / 100,00  | 3,04 |
|                         | Livre                                    | 584    | 5,07 / 100,00   | 0,98 |
|                         | Coligação Democrática Unitária (PCP-PEV) | 576    | 5,00 / 100,00   | 0,69 |
|                         | Iniciativa Liberal                       | 509    | 4,42 / 100,00   | 0,37 |
|                         | Bloco de Esquerda                        | 310    | 2,69 / 100,00   | 3,01 |
|                         | Alternativa Democrática Nacional         | 170    | 1,48 / 100,00   | 0,13 |
|                         | Pessoas–Animais–Natureza                 | 158    | 1,37 / 100,00   | 0,49 |
|                         | Outros (com menos de 1,00%)              | 185    | 1,61 / 100,00   |      |
| Votos Inválidos         | Votos Inválidos                          | 308    | 2,67 / 100,00   | 0,10 |
| Total                   | Total                                    | 11 517 | 100,00 / 100,00 |      |
| Eleitorado/Participação | Eleitorado/Participação                  | 17 756 | 64,86 / 100,00  | 1,82 |

| Freguesia                                          | %     | %     | %     | %    | %    | %    | %    | %    | %    | Votantes | Taxa de Participação |
| Freguesia                                          | CH    | PS    | AD    | L    | CDU  | IL   | BE   | ADN  | PAN  | Votantes | Taxa de Participação |
| -------------------------------------------------- | ----- | ----- | ----- | ---- | ---- | ---- | ---- | ---- | ---- | -------- | -------------------- |
| Freguesia                                          |       |       |       |      |      |      |      |      |      | Votantes | Taxa de Participação |
| Alcoentre                                          | 32,88 | 26,16 | 22,87 | 3,93 | 2,72 | 2,00 | 2,07 | 1,79 | 1,22 | 1 399    | 61,04                |
| Aveiras de Baixo                                   | 29,96 | 22,66 | 27,65 | 3,78 | 4,63 | 3,78 | 1,58 | 1,58 | 1,34 | 821      | 73,17                |
| Aveiras de Cima                                    | 33,78 | 24,17 | 16,30 | 4,34 | 5,84 | 4,01 | 3,41 | 1,70 | 1,74 | 2 466    | 61,18                |
| Azambuja                                           | 27,52 | 22,19 | 24,89 | 4,97 | 4,79 | 6,02 | 2,83 | 1,36 | 1,23 | 4 488    | 65,02                |
| Manique do Intendente, V.N. de São Pedro e Maçussa | 23,36 | 28,32 | 19,20 | 9,20 | 6,64 | 3,44 | 2,72 | 1,12 | 1,52 | 1 250    | 65,89                |
| Vale do Paraíso                                    | 25,36 | 26,63 | 22,28 | 6,16 | 7,07 | 2,72 | 2,54 | 1,45 | 1,81 | 552      | 69,00                |
| Vila Nova da Rainha                                | 34,94 | 26,06 | 19,78 | 3,51 | 3,51 | 4,25 | 1,66 | 1,29 | 0,55 | 541      | 75,98                |
| Azambuja                                           | 29,48 | 24,19 | 22,02 | 5,07 | 5,00 | 4,42 | 2,69 | 1,48 | 1,37 | 11 517   | 64,86                |

### Cadaval
| Partido                 | Partido                                  | Votos  | %               | +/-  |
| ----------------------- | ---------------------------------------- | ------ | --------------- | ---- |
|                         | AD - Coligação PSD/CDS                   | 2 456  | 31,12 / 100,00  | 1,65 |
|                         | Chega                                    | 2 108  | 26,71 / 100,00  | 5,25 |
|                         | Partido Socialista                       | 1 892  | 23,97 / 100,00  | 4,91 |
|                         | Iniciativa Liberal                       | 337    | 4,27 / 100,00   | 0,66 |
|                         | Livre                                    | 236    | 2,99 / 100,00   | 0,38 |
|                         | Coligação Democrática Unitária (PCP-PEV) | 168    | 2,13 / 100,00   | 0,13 |
|                         | Alternativa Democrática Nacional         | 137    | 1,74 / 100,00   | 0,20 |
|                         | Bloco de Esquerda                        | 130    | 1,65 / 100,00   | 2,10 |
|                         | Pessoas–Animais–Natureza                 | 93     | 1,18 / 100,00   | 0,55 |
|                         | Outros (com menos de 1,00%)              | 99     | 1,26 / 100,00   |      |
| Votos Inválidos         | Votos Inválidos                          | 236    | 2,99 / 100,00   | 0,01 |
| Total                   | Total                                    | 7 892  | 100,00 / 100,00 |      |
| Eleitorado/Participação | Eleitorado/Participação                  | 12 477 | 63,25 / 100,00  | 2,28 |

| Freguesia            | %     | %     | %     | %    | %    | %    | %    | %    | %    | Votantes | Taxa de Participação |
| Freguesia            | AD    | CH    | PS    | IL   | L    | CDU  | ADN  | BE   | PAN  | Votantes | Taxa de Participação |
| -------------------- | ----- | ----- | ----- | ---- | ---- | ---- | ---- | ---- | ---- | -------- | -------------------- |
| Freguesia            |       |       |       |      |      |      |      |      |      | Votantes | Taxa de Participação |
| Alguber              | 34,90 | 22,86 | 27,96 | 2,45 | 1,63 | 2,45 | 1,43 | 1,63 | 0,61 | 490      | 68,44                |
| Cadaval e Pero Moniz | 29,83 | 27,67 | 21,93 | 5,79 | 3,78 | 2,21 | 1,67 | 2,06 | 0,83 | 2 038    | 60,85                |
| Lamas e Cercal       | 27,66 | 29,06 | 26,07 | 3,81 | 2,70 | 1,73 | 1,35 | 1,83 | 1,20 | 2 075    | 64,02                |
| Painho e Figueiros   | 32,15 | 24,97 | 27,60 | 3,74 | 1,82 | 2,83 | 1,52 | 0,30 | 1,31 | 989      | 60,64                |
| Peral                | 33,16 | 29,04 | 19,76 | 3,26 | 2,58 | 2,75 | 2,23 | 1,72 | 2,23 | 582      | 68,39                |
| Vermelha             | 33,29 | 24,16 | 23,76 | 4,16 | 3,36 | 1,74 | 2,68 | 1,48 | 1,21 | 745      | 64,00                |
| Vilar                | 35,35 | 23,95 | 20,76 | 4,21 | 3,80 | 1,85 | 2,06 | 1,85 | 1,34 | 973      | 63,80                |
| Cadaval              | 31,12 | 26,71 | 23,97 | 4,27 | 2,99 | 2,13 | 1,74 | 1,65 | 1,18 | 7 892    | 63,25                |

### Cascais
| Partido                 | Partido                                  | Votos   | %               | +/-  |
| ----------------------- | ---------------------------------------- | ------- | --------------- | ---- |
|                         | AD - Coligação PSD/CDS                   | 40 258  | 34,54 / 100,00  | 0,57 |
|                         | Partido Socialista                       | 23 266  | 19,96 / 100,00  | 2,73 |
|                         | Chega                                    | 22 416  | 19,23 / 100,00  | 2,74 |
|                         | Iniciativa Liberal                       | 10 591  | 9,09 / 100,00   | 1,50 |
|                         | Livre                                    | 7 265   | 6,23 / 100,00   | 1,28 |
|                         | Coligação Democrática Unitária (PCP-PEV) | 2 783   | 2,39 / 100,00   | 0,09 |
|                         | Pessoas–Animais–Natureza                 | 2 292   | 1,97 / 100,00   | 0,61 |
|                         | Bloco de Esquerda                        | 2 280   | 1,96 / 100,00   | 2,32 |
|                         | Alternativa Democrática Nacional         | 1 541   | 1,32 / 100,00   | 0,38 |
|                         | Outros (com menos de 1,00%)              | 1 469   | 1,26 / 100,00   |      |
| Votos Inválidos         | Votos Inválidos                          | 2 390   | 2,05 / 100,00   | 0,07 |
| Total                   | Total                                    | 116 551 | 100,00 / 100,00 |      |
| Eleitorado/Participação | Eleitorado/Participação                  | 177 354 | 65,72 / 100,00  | 2,69 |

| Freguesia            | %     | %     | %     | %     | %    | %    | %    | %    | %    | Votantes | Taxa de Participação |
| Freguesia            | AD    | PS    | CH    | IL    | L    | CDU  | PAN  | BE   | ADN  | Votantes | Taxa de Participação |
| -------------------- | ----- | ----- | ----- | ----- | ---- | ---- | ---- | ---- | ---- | -------- | -------------------- |
| Freguesia            |       |       |       |       |      |      |      |      |      | Votantes | Taxa de Participação |
| Alcabideche          | 32,88 | 19,58 | 23,81 | 8,05  | 4,63 | 2,02 | 1,78 | 1,92 | 1,56 | 22 652   | 62,51                |
| Carcavelos e Parede  | 36,68 | 20,56 | 13,56 | 9,87  | 8,44 | 2,62 | 2,24 | 2,15 | 1,04 | 26 695   | 69,81                |
| Cascais e Estoril    | 40,35 | 16,60 | 18,04 | 10,11 | 5,56 | 2,00 | 1,58 | 1,63 | 1,36 | 32 933   | 62,69                |
| São Domingos de Rana | 28,38 | 22,98 | 21,77 | 8,18  | 6,22 | 2,82 | 2,24 | 2,14 | 1,35 | 34 271   | 68,07                |
| Cascais              | 34,54 | 19,96 | 19,23 | 9,09  | 6,23 | 2,39 | 1,97 | 1,96 | 1,32 | 116 551  | 65,72                |

### Lisboa
| Partido                 | Partido                                  | Votos   | %               | +/-  |
| ----------------------- | ---------------------------------------- | ------- | --------------- | ---- |
|                         | AD - Coligação PSD/CDS                   | 99 641  | 31,65 / 100,00  | 0,68 |
|                         | Partido Socialista                       | 73 366  | 23,30 / 100,00  | 2,89 |
|                         | Chega                                    | 45 740  | 14,53 / 100,00  | 2,80 |
|                         | Livre                                    | 29 605  | 9,40 / 100,00   | 1,72 |
|                         | Iniciativa Liberal                       | 29 188  | 9,27 / 100,00   | 1,82 |
|                         | Coligação Democrática Unitária (PCP-PEV) | 11 552  | 3,67 / 100,00   | 0,14 |
|                         | Bloco de Esquerda                        | 8 474   | 2,69 / 100,00   | 2,45 |
|                         | Pessoas–Animais–Natureza                 | 5 300   | 1,68 / 100,00   | 0,44 |
|                         | Outros (com menos de 1,00%)              | 6 715   | 2,13 / 100,00   |      |
| Votos Inválidos         | Votos Inválidos                          | 5 244   | 1,66 / 100,00   | 0,03 |
| Total                   | Total                                    | 314 825 | 100,00 / 100,00 |      |
| Eleitorado/Participação | Eleitorado/Participação                  | 460 723 | 68,33 / 100,00  | 2,01 |

| Freguesia               | %     | %     | %     | %     | %     | %    | %    | %    | Votantes | Taxa de Participação |
| Freguesia               | AD    | PS    | CH    | L     | IL    | CDU  | BE   | PAN  | Votantes | Taxa de Participação |
| ----------------------- | ----- | ----- | ----- | ----- | ----- | ---- | ---- | ---- | -------- | -------------------- |
| Freguesia               |       |       |       |       |       |      |      |      | Votantes | Taxa de Participação |
| Ajuda                   | 22,66 | 30,82 | 17,91 | 8,11  | 6,55  | 5,16 | 2,59 | 1,95 | 7 889    | 64,85                |
| Alcântara               | 27,93 | 24,91 | 14,69 | 10,47 | 8,96  | 4,51 | 2,85 | 1,87 | 7 229    | 65,53                |
| Alvalade                | 37,14 | 19,82 | 10,03 | 11,31 | 11,00 | 3,24 | 2,59 | 1,70 | 21 983   | 75,67                |
| Areeiro                 | 38,20 | 18,64 | 9,78  | 11,04 | 11,33 | 3,15 | 2,85 | 1,67 | 13 614   | 72,81                |
| Arroios                 | 27,55 | 22,41 | 11,10 | 14,46 | 8,68  | 5,36 | 5,09 | 1,88 | 15 779   | 59,79                |
| Avenidas Novas          | 40,87 | 17,13 | 10,21 | 9,18  | 13,27 | 2,67 | 2,46 | 1,27 | 14 971   | 72,48                |
| Beato                   | 20,87 | 29,14 | 21,83 | 8,08  | 5,26  | 5,04 | 3,14 | 1,93 | 6 410    | 63,42                |
| Belém                   | 41,94 | 17,84 | 9,95  | 8,08  | 12,80 | 3,02 | 1,81 | 1,38 | 10 159   | 74,72                |
| Benfica                 | 30,03 | 26,83 | 13,95 | 9,60  | 8,02  | 3,44 | 2,43 | 1,77 | 22 241   | 70,38                |
| Campo de Ourique        | 34,54 | 22,12 | 11,86 | 9,35  | 9,99  | 3,48 | 2,98 | 1,79 | 12 662   | 71,09                |
| Campolide               | 30,30 | 24,15 | 16,38 | 8,51  | 9,06  | 3,42 | 2,46 | 1,69 | 8 210    | 66,43                |
| Carnide                 | 31,70 | 24,94 | 16,16 | 7,38  | 8,70  | 3,53 | 2,09 | 1,49 | 11 265   | 71,60                |
| Estrela                 | 42,62 | 17,52 | 10,76 | 8,59  | 11,63 | 2,61 | 2,00 | 1,21 | 10 325   | 70,86                |
| Lumiar                  | 38,52 | 20,44 | 10,66 | 8,90  | 12,16 | 2,60 | 1,81 | 1,48 | 30 187   | 76,24                |
| Marvila                 | 17,28 | 29,80 | 31,09 | 4,98  | 4,05  | 3,65 | 2,33 | 1,70 | 19 627   | 60,61                |
| Misericórdia            | 28,58 | 26,22 | 11,93 | 10,75 | 7,40  | 5,20 | 4,17 | 2,03 | 4 919    | 55,34                |
| Olivais                 | 25,72 | 26,46 | 19,24 | 8,37  | 7,21  | 4,30 | 2,48 | 1,69 | 19 263   | 69,01                |
| Parque das Nações       | 35,25 | 22,53 | 13,17 | 7,62  | 12,23 | 2,40 | 1,54 | 1,61 | 12 605   | 73,27                |
| Penha de França         | 22,66 | 25,44 | 16,35 | 13,16 | 5,98  | 5,44 | 4,88 | 2,03 | 14 744   | 63,36                |
| Santa Clara             | 20,85 | 28,65 | 27,02 | 5,78  | 6,48  | 2,91 | 1,92 | 1,43 | 11 616   | 60,51                |
| Santa Maria Maior       | 21,45 | 29,45 | 15,35 | 10,14 | 5,09  | 7,65 | 3,99 | 1,94 | 4 065    | 47,62                |
| Santo António           | 37,03 | 19,12 | 9,41  | 11,30 | 11,19 | 3,59 | 3,14 | 1,89 | 6 246    | 65,12                |
| São Domingos de Benfica | 39,04 | 21,24 | 9,56  | 9,51  | 10,86 | 2,96 | 1,99 | 1,72 | 22 213   | 74,33                |
| São Vicente             | 21,93 | 25,03 | 15,10 | 13,31 | 5,77  | 6,48 | 5,59 | 2,30 | 6 603    | 62,93                |
| Lisboa                  | 31,65 | 23,30 | 14,53 | 9,40  | 9,27  | 3,67 | 2,69 | 1,68 | 314 825  | 68,33                |

### Loures
| Partido                 | Partido                                  | Votos   | %               | +/-  |
| ----------------------- | ---------------------------------------- | ------- | --------------- | ---- |
|                         | Partido Socialista                       | 29 599  | 26,28 / 100,00  | 5,53 |
|                         | Chega                                    | 27 380  | 24,31 / 100,00  | 5,17 |
|                         | AD - Coligação PSD/CDS                   | 26 790  | 23,79 / 100,00  | 2,50 |
|                         | Iniciativa Liberal                       | 7 012   | 6,23 / 100,00   | 0,57 |
|                         | Livre                                    | 6 105   | 5,42 / 100,00   | 1,17 |
|                         | Coligação Democrática Unitária (PCP-PEV) | 5 536   | 4,92 / 100,00   | 0,53 |
|                         | Bloco de Esquerda                        | 2 408   | 2,14 / 100,00   | 2,49 |
|                         | Pessoas–Animais–Natureza                 | 2 078   | 1,85 / 100,00   | 0,73 |
|                         | Alternativa Democrática Nacional         | 1 432   | 1,27 / 100,00   | 0,12 |
|                         | Outros (com menos de 1,00%)              | 1 659   | 1,49 / 100,00   |      |
| Votos Inválidos         | Votos Inválidos                          | 2 615   | 2,33 / 100,00   | 0,01 |
| Total                   | Total                                    | 112 614 | 100,00 / 100,00 |      |
| Eleitorado/Participação | Eleitorado/Participação                  | 168 493 | 66,84 / 100,00  | 2,35 |

| Freguesia                                         | %     | %     | %     | %    | %    | %    | %    | %    | %    | Votantes | Taxa de Participação |
| Freguesia                                         | PS    | CH    | AD    | IL   | L    | CDU  | BE   | PAN  | ADN  | Votantes | Taxa de Participação |
| ------------------------------------------------- | ----- | ----- | ----- | ---- | ---- | ---- | ---- | ---- | ---- | -------- | -------------------- |
| Freguesia                                         |       |       |       |      |      |      |      |      |      | Votantes | Taxa de Participação |
| Bucelas                                           | 27,02 | 27,77 | 19,47 | 5,48 | 4,02 | 6,53 | 2,48 | 1,54 | 1,13 | 2 665    | 69,71                |
| Camarate, Unhos e Apelação                        | 28,94 | 34,48 | 16,50 | 3,18 | 2,94 | 4,76 | 2,02 | 1,69 | 1,54 | 16 252   | 59,94                |
| Fanhões                                           | 20,17 | 30,29 | 22,58 | 5,55 | 4,81 | 6,91 | 1,79 | 1,79 | 1,05 | 1 621    | 71,35                |
| Loures                                            | 22,51 | 23,80 | 27,02 | 7,84 | 5,88 | 3,96 | 2,17 | 1,96 | 1,30 | 17 964   | 70,72                |
| Lousa                                             | 20,40 | 28,67 | 27,24 | 5,36 | 4,21 | 4,70 | 2,24 | 1,70 | 1,64 | 1 828    | 68,13                |
| Moscavide e Portela                               | 26,37 | 13,12 | 33,99 | 7,88 | 6,95 | 3,80 | 2,02 | 1,87 | 0,93 | 12 099   | 69,59                |
| Sacavém e Prior Velho                             | 27,97 | 19,82 | 24,70 | 7,30 | 6,40 | 5,39 | 2,20 | 1,71 | 1,06 | 12 866   | 64,37                |
| Santa Iria de Azoia, São João da Talha e Bobadela | 27,42 | 24,23 | 21,55 | 5,95 | 5,54 | 5,93 | 2,12 | 1,85 | 1,28 | 27 087   | 71,48                |
| Santo Antão e São Julião do Tojal                 | 24,01 | 26,84 | 20,65 | 6,33 | 5,13 | 7,76 | 2,02 | 1,37 | 1,41 | 4 948    | 69,05                |
| Santo António dos Cavaleiros e Frielas            | 26,36 | 24,33 | 24,35 | 6,11 | 5,83 | 3,49 | 2,32 | 2,20 | 1,33 | 15 284   | 61,71                |
| Loures                                            | 26,28 | 24,31 | 23,79 | 6,23 | 5,42 | 4,92 | 2,14 | 1,85 | 1,27 | 112 614  | 66,84                |

### Lourinhã
| Partido                 | Partido                                  | Votos  | %               | +/-  |
| ----------------------- | ---------------------------------------- | ------ | --------------- | ---- |
|                         | AD - Coligação PSD/CDS                   | 5 502  | 34,65 / 100,00  | 2,58 |
|                         | Chega                                    | 4 707  | 29,65 / 100,00  | 4,40 |
|                         | Partido Socialista                       | 2 721  | 17,14 / 100,00  | 3,69 |
|                         | Iniciativa Liberal                       | 724    | 4,56 / 100,00   | 0,10 |
|                         | Livre                                    | 543    | 3,42 / 100,00   | 0,80 |
|                         | Alternativa Democrática Nacional         | 306    | 1,93 / 100,00   | 0,38 |
|                         | Bloco de Esquerda                        | 275    | 1,73 / 100,00   | 1,95 |
|                         | Coligação Democrática Unitária (PCP-PEV) | 239    | 1,51 / 100,00   | 0,24 |
|                         | Pessoas–Animais–Natureza                 | 235    | 1,48 / 100,00   | 0,60 |
|                         | Outros (com menos de 1,00%)              | 209    | 1,31 / 100,00   |      |
| Votos Inválidos         | Votos Inválidos                          | 416    | 2,62 / 100,00   | 0,74 |
| Total                   | Total                                    | 15 877 | 100,00 / 100,00 |      |
| Eleitorado/Participação | Eleitorado/Participação                  | 24 050 | 66,02 / 100,00  | 1,71 |

| Freguesia                           | %     | %     | %     | %    | %    | %    | %    | %    | %    | Votantes | Taxa de Participação |
| Freguesia                           | AD    | CH    | PS    | IL   | L    | BE   | ADN  | CDU  | PAN  | Votantes | Taxa de Participação |
| ----------------------------------- | ----- | ----- | ----- | ---- | ---- | ---- | ---- | ---- | ---- | -------- | -------------------- |
| Freguesia                           |       |       |       |      |      |      |      |      |      | Votantes | Taxa de Participação |
| Lourinhã e Atalaia                  | 34,83 | 26,72 | 18,52 | 5,38 | 4,12 | 1,71 | 1,67 | 1,50 | 1,62 | 7 410    | 65,06                |
| Miragaia e Marteleira               | 34,41 | 31,23 | 18,11 | 4,11 | 2,43 | 1,77 | 2,33 | 0,98 | 0,98 | 2 142    | 66,32                |
| Moita dos Ferreiros                 | 42,01 | 32,96 | 12,11 | 2,03 | 2,14 | 0,51 | 2,34 | 1,12 | 1,12 | 983      | 62,81                |
| Reguengo Grande                     | 27,69 | 33,33 | 18,72 | 3,77 | 2,99 | 1,77 | 1,44 | 3,77 | 1,77 | 903      | 62,10                |
| Ribamar                             | 34,90 | 34,13 | 13,84 | 4,53 | 3,07 | 2,08 | 1,77 | 0,85 | 1,31 | 1 301    | 67,58                |
| Santa Bárbara                       | 37,99 | 27,17 | 15,32 | 4,50 | 3,08 | 2,76 | 2,61 | 0,79 | 1,18 | 1 266    | 72,26                |
| São Bartolomeu dos Galegos e Moledo | 30,91 | 33,33 | 17,56 | 2,84 | 2,84 | 2,00 | 2,00 | 3,05 | 2,21 | 951      | 66,50                |
| Vimeiro                             | 31,70 | 35,61 | 14,33 | 4,34 | 3,47 | 1,30 | 1,85 | 1,30 | 1,52 | 921      | 70,57                |
| Lourinhã                            | 34,65 | 29,65 | 17,14 | 4,56 | 3,42 | 1,93 | 1,73 | 1,51 | 1,48 | 15 877   | 66,02                |

### Mafra
| Partido                 | Partido                                  | Votos  | %               | +/-  |
| ----------------------- | ---------------------------------------- | ------ | --------------- | ---- |
|                         | AD - Coligação PSD/CDS                   | 15 736 | 31,62 / 100,00  | 2,35 |
|                         | Chega                                    | 11 409 | 22,92 / 100,00  | 3,43 |
|                         | Partido Socialista                       | 9 516  | 19,12 / 100,00  | 3,89 |
|                         | Iniciativa Liberal                       | 4 107  | 8,25 / 100,00   | 0,86 |
|                         | Livre                                    | 3 094  | 6,22 / 100,00   | 1,38 |
|                         | Coligação Democrática Unitária (PCP-PEV) | 1 076  | 2,16 / 100,00   | 0,06 |
|                         | Bloco de Esquerda                        | 993    | 2,00 / 100,00   | 2,63 |
|                         | Pessoas–Animais–Natureza                 | 945    | 1,90 / 100,00   | 0,82 |
|                         | Alternativa Democrática Nacional         | 763    | 1,53 / 100,00   | 0,58 |
|                         | Outros (com menos de 1,00%)              | 734    | 1,47 / 100,00   |      |
| Votos Inválidos         | Votos Inválidos                          | 1 399  | 2,81 / 100,00   | 0,12 |
| Total                   | Total                                    | 49 772 | 100,00 / 100,00 |      |
| Eleitorado/Participação | Eleitorado/Participação                  | 70 559 | 70,54 / 100,00  | 2,62 |

| Freguesia                                        | %     | %     | %     | %    | %    | %    | %    | %    | %    | Votantes | Taxa de Participação |
| Freguesia                                        | AD    | CH    | PS    | IL   | L    | CDU  | BE   | PAN  | ADN  | Votantes | Taxa de Participação |
| ------------------------------------------------ | ----- | ----- | ----- | ---- | ---- | ---- | ---- | ---- | ---- | -------- | -------------------- |
| Freguesia                                        |       |       |       |      |      |      |      |      |      | Votantes | Taxa de Participação |
| Azueira e Sobral da Abelheira                    | 27,65 | 27,14 | 23,54 | 5,32 | 3,91 | 1,84 | 2,07 | 1,68 | 1,45 | 2 557    | 67,74                |
| Carvoeira                                        | 28,84 | 23,03 | 20,00 | 8,77 | 6,45 | 2,45 | 2,58 | 2,06 | 1,61 | 1 550    | 68,13                |
| Encarnação                                       | 41,03 | 23,64 | 13,77 | 5,42 | 4,37 | 1,63 | 1,77 | 1,66 | 2,46 | 2 766    | 68,77                |
| Enxara do Bispo, Gradil e Vila Franca do Rosário | 29,25 | 28,45 | 19,71 | 6,66 | 4,79 | 2,49 | 1,64 | 1,24 | 1,33 | 2 253    | 68,29                |
| Ericeira                                         | 33,10 | 18,55 | 20,43 | 9,26 | 7,28 | 2,24 | 1,69 | 2,22 | 1,21 | 6 438    | 66,75                |
| Igreja Nova e Cheleiros                          | 32,76 | 24,53 | 18,43 | 5,95 | 4,98 | 1,84 | 2,06 | 2,38 | 1,88 | 2 772    | 70,88                |
| Mafra                                            | 30,63 | 20,95 | 19,74 | 9,21 | 7,50 | 2,20 | 2,28 | 1,94 | 1,38 | 12 141   | 71,09                |
| Malveira e São Miguel de Alcainça                | 30,52 | 23,99 | 18,63 | 8,95 | 6,37 | 2,19 | 2,30 | 1,85 | 1,20 | 5 353    | 69,31                |
| Milharado                                        | 32,39 | 25,51 | 17,14 | 8,61 | 4,98 | 2,20 | 1,45 | 1,37 | 2,01 | 4 680    | 74,96                |
| Santo Isidoro                                    | 33,78 | 20,45 | 19,46 | 7,84 | 5,33 | 2,07 | 2,23 | 2,47 | 1,91 | 2 513    | 70,95                |
| Venda do Pinheiro e Santo Estêvão das Galés      | 30,09 | 24,51 | 18,79 | 8,55 | 6,52 | 2,31 | 1,84 | 1,87 | 1,47 | 6 749    | 74,61                |
| Mafra                                            | 31,62 | 22,92 | 19,12 | 8,25 | 6,22 | 2,16 | 2,00 | 1,90 | 1,53 | 49 772   | 70,54                |

### Odivelas
| Partido                 | Partido                                  | Votos   | %               | +/-  |
| ----------------------- | ---------------------------------------- | ------- | --------------- | ---- |
|                         | AD - Coligação PSD/CDS                   | 21 195  | 25,77 / 100,00  | 2,93 |
|                         | Partido Socialista                       | 20 994  | 25,52 / 100,00  | 5,11 |
|                         | Chega                                    | 20 084  | 24,42 / 100,00  | 4,33 |
|                         | Iniciativa Liberal                       | 5 626   | 6,84 / 100,00   | 0,55 |
|                         | Livre                                    | 4 730   | 5,75 / 100,00   | 1,17 |
|                         | Coligação Democrática Unitária (PCP-PEV) | 2 530   | 3,08 / 100,00   | 0,31 |
|                         | Bloco de Esquerda                        | 1 656   | 2,01 / 100,00   | 2,44 |
|                         | Pessoas–Animais–Natureza                 | 1 523   | 1,85 / 100,00   | 0,75 |
|                         | Alternativa Democrática Nacional         | 1 055   | 1,28 / 100,00   | 0,26 |
|                         | Outros (com menos de 1,00%)              | 1 105   | 1,36 / 100,00   |      |
| Votos Inválidos         | Votos Inválidos                          | 1 762   | 2,14 / 100,00   | 0,17 |
| Total                   | Total                                    | 82 260  | 100,00 / 100,00 |      |
| Eleitorado/Participação | Eleitorado/Participação                  | 125 396 | 65,60 / 100,00  | 2,05 |

| Partido                              | %     | %     | %     | %    | %    | %    | %    | %    | %    | Votantes | Taxa de Participação |
| Partido                              | AD    | PS    | CH    | IL   | L    | CDU  | BE   | PAN  | ADN  | Votantes | Taxa de Participação |
| ------------------------------------ | ----- | ----- | ----- | ---- | ---- | ---- | ---- | ---- | ---- | -------- | -------------------- |
| Partido                              |       |       |       |      |      |      |      |      |      | Votantes | Taxa de Participação |
| Odivelas                             | 26,56 | 26,61 | 21,58 | 7,54 | 6,25 | 3,07 | 2,14 | 1,72 | 1,26 | 32 210   | 64,08                |
| Pontinha e Famões                    | 23,82 | 25,65 | 27,69 | 6,07 | 5,11 | 2,88 | 1,88 | 1,87 | 1,31 | 20 179   | 65,38                |
| Póvoa de Santo Adrião e Olival Basto | 23,69 | 29,28 | 24,21 | 4,87 | 4,92 | 3,91 | 2,12 | 1,97 | 1,34 | 9 307    | 59,19                |
| Ramada e Caneças                     | 27,36 | 22,00 | 25,73 | 7,39 | 5,98 | 2,89 | 1,89 | 1,98 | 1,26 | 20 564   | 72,04                |
| Odivelas                             | 25,77 | 25,52 | 24,42 | 6,84 | 5,75 | 3,08 | 2,01 | 1,85 | 1,28 | 82 260   | 65,60                |

### Oeiras
| Partido                 | Partido                                  | Votos   | %               | +/-  |
| ----------------------- | ---------------------------------------- | ------- | --------------- | ---- |
|                         | AD - Coligação PSD/CDS                   | 34 452  | 33,40 / 100,00  | 0,56 |
|                         | Partido Socialista                       | 24 118  | 23,38 / 100,00  | 2,76 |
|                         | Chega                                    | 13 935  | 13,51 / 100,00  | 1,90 |
|                         | Iniciativa Liberal                       | 9 983   | 9,68 / 100,00   | 1,76 |
|                         | Livre                                    | 8 599   | 8,34 / 100,00   | 1,59 |
|                         | Coligação Democrática Unitária (PCP-PEV) | 3 145   | 3,05 / 100,00   | 0,01 |
|                         | Bloco de Esquerda                        | 2 291   | 2,22 / 100,00   | 2,39 |
|                         | Pessoas–Animais–Natureza                 | 2 045   | 1,98 / 100,00   | 0,61 |
|                         | Alternativa Democrática Nacional         | 1 133   | 1,10 / 100,00   | 0,33 |
|                         | Outros (com menos de 1,00%)              | 1 224   | 1,19 / 100,00   |      |
| Votos Inválidos         | Votos Inválidos                          | 2 212   | 2,15 / 100,00   | 0,14 |
| Total                   | Total                                    | 103 137 | 100,00 / 100,00 |      |
| Eleitorado/Participação | Eleitorado/Participação                  | 145 341 | 70,96 / 100,00  | 2,45 |

| Freguesia                                      | %     | %     | %     | %     | %    | %    | %    | %    | %    | Votantes | Taxa de Participação |
| Freguesia                                      | AD    | PS    | CH    | IL    | L    | CDU  | BE   | PAN  | ADN  | Votantes | Taxa de Participação |
| ---------------------------------------------- | ----- | ----- | ----- | ----- | ---- | ---- | ---- | ---- | ---- | -------- | -------------------- |
| Freguesia                                      |       |       |       |       |      |      |      |      |      | Votantes | Taxa de Participação |
| Algés, Linda-a-Velha e Cruz Quebrada - Dafundo | 36,08 | 22,63 | 11,22 | 10,46 | 8,83 | 3,12 | 2,07 | 1,70 | 0,88 | 29 289   | 72,38                |
| Barcarena                                      | 29,55 | 22,80 | 18,93 | 9,20  | 7,74 | 3,00 | 1,94 | 2,10 | 1,22 | 9 086    | 73,95                |
| Carnaxide e Queijas                            | 32,31 | 24,39 | 14,05 | 9,86  | 7,67 | 3,16 | 2,07 | 1,95 | 1,11 | 21 739   | 71,35                |
| Oeiras e São Julião da Barra                   | 34,57 | 22,66 | 12,58 | 9,44  | 8,87 | 2,98 | 2,41 | 2,10 | 1,12 | 34 344   | 69,84                |
| Porto Salvo                                    | 26,52 | 26,90 | 17,92 | 8,04  | 6,88 | 2,86 | 2,68 | 2,44 | 1,59 | 8 679    | 67,05                |
| Oeiras                                         | 33,40 | 23,38 | 13,51 | 9,68  | 8,34 | 3,05 | 2,22 | 1,98 | 1,10 | 103 137  | 70,96                |

### Sintra
| Partido                 | Partido                                  | Votos   | %               | +/-  |
| ----------------------- | ---------------------------------------- | ------- | --------------- | ---- |
|                         | Chega                                    | 52 868  | 26,07 / 100,00  | 4,91 |
|                         | AD - Coligação PSD/CDS                   | 50 253  | 24,78 / 100,00  | 2,33 |
|                         | Partido Socialista                       | 48 297  | 23,81 / 100,00  | 4,94 |
|                         | Iniciativa Liberal                       | 13 145  | 6,48 / 100,00   | 0,56 |
|                         | Livre                                    | 12 144  | 5,99 / 100,00   | 1,39 |
|                         | Coligação Democrática Unitária (PCP-PEV) | 6 376   | 3,14 / 100,00   | 0,20 |
|                         | Bloco de Esquerda                        | 5 044   | 2,49 / 100,00   | 2,92 |
|                         | Pessoas–Animais–Natureza                 | 4 267   | 2,10 / 100,00   | 0,84 |
|                         | Alternativa Democrática Nacional         | 2 666   | 1,31 / 100,00   | 0,21 |
|                         | Outros (com menos de 1,00%)              | 3 082   | 1,52 / 100,00   |      |
| Votos Inválidos         | Votos Inválidos                          | 4 686   | 2,31 / 100,00   | 0,18 |
| Total                   | Total                                    | 202 828 | 100,00 / 100,00 |      |
| Eleitorado/Participação | Eleitorado/Participação                  | 324 020 | 62,60 / 100,00  | 2,52 |

| Freguesia                                     | %     | %     | %     | %    | %    | %    | %    | %    | %    | Votantes | Taxa de Participação |
| Freguesia                                     | CH    | AD    | PS    | IL   | L    | CDU  | BE   | PAN  | ADN  | Votantes | Taxa de Participação |
| --------------------------------------------- | ----- | ----- | ----- | ---- | ---- | ---- | ---- | ---- | ---- | -------- | -------------------- |
| Freguesia                                     |       |       |       |      |      |      |      |      |      | Votantes | Taxa de Participação |
| Agualva e Mira-Sintra                         | 26,40 | 21,74 | 29,02 | 4,54 | 4,99 | 3,50 | 2,83 | 1,94 | 1,32 | 20 084   | 57,00                |
| Algueirão - Mem Martins                       | 27,91 | 23,70 | 22,99 | 6,45 | 6,22 | 2,95 | 2,51 | 2,34 | 1,21 | 35 445   | 62,49                |
| Almargem do Bispo, Pero Pinheiro e Montelavar | 30,78 | 26,04 | 21,16 | 5,70 | 4,19 | 3,12 | 1,70 | 1,69 | 1,55 | 10 260   | 69,04                |
| Cacém e São Marcos                            | 29,78 | 20,73 | 24,26 | 5,58 | 6,06 | 3,05 | 2,71 | 2,43 | 1,42 | 19 233   | 60,11                |
| Casal de Cambra                               | 31,90 | 23,22 | 23,49 | 5,67 | 3,66 | 2,41 | 2,11 | 1,90 | 1,72 | 6 667    | 63,02                |
| Colares                                       | 20,60 | 33,13 | 19,78 | 7,48 | 6,50 | 2,99 | 2,12 | 1,92 | 1,45 | 4 480    | 68,46                |
| Massamá e Monte Abraão                        | 20,94 | 26,15 | 27,00 | 6,58 | 6,88 | 3,31 | 2,31 | 1,83 | 1,22 | 25 701   | 61,02                |
| Queluz e Belas                                | 25,69 | 23,65 | 24,60 | 6,82 | 6,34 | 3,53 | 2,52 | 2,02 | 1,17 | 27 273   | 60,91                |
| Rio de Mouro                                  | 26,88 | 23,46 | 23,60 | 6,80 | 5,93 | 3,18 | 2,80 | 2,29 | 1,26 | 25 721   | 61,89                |
| São João das Lampas e Terrugem                | 26,36 | 28,85 | 18,48 | 7,31 | 5,63 | 2,54 | 2,54 | 2,33 | 1,45 | 10 494   | 69,53                |
| Sintra                                        | 21,00 | 31,85 | 19,30 | 8,65 | 6,82 | 3,02 | 2,21 | 1,95 | 1,41 | 17 470   | 71,20                |
| Sintra                                        | 26,07 | 24,78 | 23,81 | 6,48 | 5,99 | 3,14 | 2,49 | 2,10 | 1,31 | 202 828  | 62,60                |

### Sobral de Monte Agraço
| Partido                 | Partido                                  | Votos | %               | +/-  |
| ----------------------- | ---------------------------------------- | ----- | --------------- | ---- |
|                         | Chega                                    | 1 608 | 26,19 / 100,00  | 3,60 |
|                         | AD - Coligação PSD/CDS                   | 1 566 | 25,50 / 100,00  | 2,96 |
|                         | Partido Socialista                       | 1 268 | 20,65 / 100,00  | 4,57 |
|                         | Coligação Democrática Unitária (PCP-PEV) | 411   | 6,69 / 100,00   | 0,24 |
|                         | Iniciativa Liberal                       | 396   | 6,45 / 100,00   | 0,82 |
|                         | Livre                                    | 326   | 5,31 / 100,00   | 1,47 |
|                         | Bloco de Esquerda                        | 107   | 1,74 / 100,00   | 2,98 |
|                         | Pessoas–Animais–Natureza                 | 90    | 1,47 / 100,00   | 0,51 |
|                         | Alternativa Democrática Nacional         | 75    | 1,22 / 100,00   | 0,68 |
|                         | Outros (com menos de 1,00%)              | 111   | 1,80 / 100,00   |      |
| Votos Inválidos         | Votos Inválidos                          | 182   | 2,97 / 100,00   | 0,39 |
| Total                   | Total                                    | 6 140 | 100,00 / 100,00 |      |
| Eleitorado/Participação | Eleitorado/Participação                  | 8 988 | 68,31 / 100,00  | 2,24 |

| Freguesia              | %     | %     | %     | %    | %    | %    | %    | %    | %    | Votantes | Taxa de Participação |
| Freguesia              | CH    | AD    | PS    | CDU  | IL   | L    | BE   | PAN  | ADN  | Votantes | Taxa de Participação |
| ---------------------- | ----- | ----- | ----- | ---- | ---- | ---- | ---- | ---- | ---- | -------- | -------------------- |
| Freguesia              |       |       |       |      |      |      |      |      |      | Votantes | Taxa de Participação |
| Santo Quintino         | 27,78 | 23,75 | 22,24 | 7,09 | 5,68 | 4,99 | 1,97 | 1,46 | 0,87 | 2 185    | 65,71                |
| Sapataria              | 27,27 | 24,90 | 19,45 | 5,07 | 7,38 | 5,90 | 1,65 | 1,71 | 1,49 | 1 815    | 68,57                |
| Sobral de Monte Agraço | 23,64 | 27,80 | 20,05 | 7,66 | 6,45 | 5,14 | 1,59 | 1,26 | 1,36 | 2 140    | 70,95                |
| Sobral de Monte Agraço | 26,19 | 25,50 | 20,65 | 6,69 | 6,45 | 5,31 | 1,74 | 1,47 | 1,22 | 6 140    | 68,31                |

### Torres Vedras
| Partido                 | Partido                                  | Votos  | %               | +/-  |
| ----------------------- | ---------------------------------------- | ------ | --------------- | ---- |
|                         | AD - Coligação PSD/CDS                   | 15 309 | 31,34 / 100,00  | 2,74 |
|                         | Chega                                    | 11 976 | 24,52 / 100,00  | 4,25 |
|                         | Partido Socialista                       | 10 067 | 20,61 / 100,00  | 3,83 |
|                         | Iniciativa Liberal                       | 3 070  | 6,29 / 100,00   | 0,57 |
|                         | Livre                                    | 2 293  | 4,69 / 100,00   | 0,95 |
|                         | Coligação Democrática Unitária (PCP-PEV) | 1 450  | 2,97 / 100,00   | 0,35 |
|                         | Bloco de Esquerda                        | 1 015  | 2,08 / 100,00   | 2,91 |
|                         | Alternativa Democrática Nacional         | 791    | 1,62 / 100,00   | 0,32 |
|                         | Pessoas–Animais–Natureza                 | 742    | 1,52 / 100,00   | 0,54 |
|                         | Outros (com menos de 1,00%)              | 746    | 1,53 / 100,00   |      |
| Votos Inválidos         | Votos Inválidos                          | 1 384  | 2,83 / 100,00   | 0,39 |
| Total                   | Total                                    | 48 843 | 100,00 / 100,00 |      |
| Eleitorado/Participação | Eleitorado/Participação                  | 71 368 | 68,44 / 100,00  | 2,12 |

| Freguesia                         | %     | %     | %     | %    | %    | %    | %    | %    | %    | Votantes | Taxa de Participação |
| Freguesia                         | AD    | CH    | PS    | IL   | L    | CDU  | BE   | ADN  | PAN  | Votantes | Taxa de Participação |
| --------------------------------- | ----- | ----- | ----- | ---- | ---- | ---- | ---- | ---- | ---- | -------- | -------------------- |
| Freguesia                         |       |       |       |      |      |      |      |      |      | Votantes | Taxa de Participação |
| A dos Cunhados e Maceira          | 31,96 | 28,51 | 17,73 | 6,55 | 4,01 | 2,45 | 2,00 | 1,60 | 1,33 | 6 565    | 68,21                |
| Campelos e Outeiro da Cabeça      | 34,22 | 32,04 | 15,69 | 4,12 | 2,84 | 1,66 | 1,04 | 2,75 | 1,00 | 2 110    | 67,05                |
| Carvoeira e Carmões               | 25,65 | 24,59 | 23,96 | 5,78 | 3,66 | 5,00 | 3,38 | 1,48 | 1,34 | 1 419    | 67,80                |
| Dois Portos e Runa                | 26,24 | 25,37 | 24,84 | 4,86 | 4,10 | 5,57 | 1,29 | 1,58 | 1,93 | 1 707    | 66,01                |
| Freiria                           | 36,44 | 28,76 | 18,26 | 3,98 | 2,88 | 1,99 | 1,10 | 1,72 | 0,96 | 1 457    | 69,25                |
| Maxial e Monte Redondo            | 25,92 | 27,36 | 25,86 | 3,46 | 3,82 | 3,36 | 1,70 | 2,12 | 1,50 | 1 937    | 64,05                |
| Ponte do Rol                      | 31,10 | 25,05 | 20,66 | 7,51 | 4,72 | 1,99 | 1,99 | 1,73 | 1,13 | 1 505    | 69,16                |
| Ramalhal                          | 25,98 | 28,77 | 22,25 | 6,66 | 3,50 | 3,45 | 1,61 | 1,51 | 2,03 | 2 117    | 69,73                |
| Santa Maria, São Pedro e Matacães | 31,36 | 19,75 | 21,68 | 7,37 | 6,04 | 3,72 | 2,55 | 1,36 | 1,77 | 15 961   | 69,09                |
| São Pedro da Cadeira              | 29,47 | 29,41 | 19,46 | 5,83 | 4,03 | 1,30 | 1,92 | 2,42 | 1,18 | 3 227    | 70,91                |
| Silveira                          | 34,96 | 24,21 | 18,15 | 5,99 | 4,95 | 2,21 | 2,06 | 1,55 | 1,55 | 5 741    | 68,06                |
| Turcifal                          | 30,92 | 22,20 | 22,57 | 7,60 | 5,16 | 3,24 | 2,06 | 0,99 | 1,41 | 2 131    | 69,96                |
| Ventosa                           | 33,82 | 25,15 | 21,81 | 4,69 | 3,34 | 1,99 | 1,62 | 1,72 | 1,31 | 2 966    | 66,76                |
| Torres Vedras                     | 31,34 | 24,52 | 20,61 | 6,29 | 4,69 | 2,97 | 2,08 | 1,62 | 1,52 | 48 843   | 68,44                |

### Vila Franca de Xira
| Partido                 | Partido                                  | Votos   | %               | +/-  |
| ----------------------- | ---------------------------------------- | ------- | --------------- | ---- |
|                         | Chega                                    | 20 251  | 25,70 / 100,00  | 5,60 |
|                         | Partido Socialista                       | 20 099  | 25,50 / 100,00  | 5,35 |
|                         | AD - Coligação PSD/CDS                   | 16 799  | 21,32 / 100,00  | 2,96 |
|                         | Iniciativa Liberal                       | 4 949   | 6,28 / 100,00   | 0,30 |
|                         | Livre                                    | 4 813   | 6,11 / 100,00   | 1,48 |
|                         | Coligação Democrática Unitária (PCP-PEV) | 4 515   | 5,73 / 100,00   | 0,60 |
|                         | Bloco de Esquerda                        | 1 843   | 2,34 / 100,00   | 3,34 |
|                         | Pessoas–Animais–Natureza                 | 1 458   | 1,85 / 100,00   | 0,94 |
|                         | Alternativa Democrática Nacional         | 1 004   | 1,27 / 100,00   | 0,11 |
|                         | Outros (com menos de 1,00%)              | 1 211   | 1,53 / 100,00   |      |
| Votos Inválidos         | Votos Inválidos                          | 1 864   | 2,37 / 100,00   | 0,08 |
| Total                   | Total                                    | 78 806  | 100,00 / 100,00 |      |
| Eleitorado/Participação | Eleitorado/Participação                  | 114 852 | 68,62 / 100,00  | 2,62 |

| Freguesia                                  | %     | %     | %     | %    | %    | %    | %    | %    | %    | Votantes | Taxa de Participação |
| Freguesia                                  | CH    | PS    | AD    | IL   | L    | CDU  | BE   | PAN  | ADN  | Votantes | Taxa de Participação |
| ------------------------------------------ | ----- | ----- | ----- | ---- | ---- | ---- | ---- | ---- | ---- | -------- | -------------------- |
| Freguesia                                  |       |       |       |      |      |      |      |      |      | Votantes | Taxa de Participação |
| Alhandra, Calhandriz e São João dos Montes | 24,16 | 25,54 | 20,63 | 5,64 | 6,31 | 8,39 | 2,70 | 1,53 | 1,04 | 7 565    | 69,98                |
| Alverca do Ribatejo e Sobralinho           | 22,77 | 26,43 | 21,28 | 7,27 | 6,64 | 6,22 | 2,40 | 1,87 | 1,18 | 21 067   | 69,71                |
| Castanheira do Ribatejo e Cachoeiras       | 30,72 | 26,06 | 18,24 | 4,36 | 4,87 | 6,45 | 2,23 | 1,44 | 1,23 | 4 310    | 64,70                |
| Póvoa de Santa Iria e Forte da Casa        | 25,88 | 24,98 | 22,68 | 6,51 | 6,45 | 3,99 | 2,31 | 2,15 | 1,25 | 23 969   | 70,49                |
| Vialonga                                   | 31,41 | 25,20 | 18,44 | 5,43 | 4,57 | 5,55 | 2,11 | 2,06 | 1,58 | 11 962   | 67,40                |
| Vila Franca de Xira                        | 23,59 | 24,92 | 23,42 | 5,97 | 6,52 | 6,76 | 2,35 | 1,26 | 1,37 | 9 933    | 64,46                |
| Vila Franca de Xira                        | 25,70 | 25,50 | 21,32 | 6,28 | 6,11 | 5,73 | 2,34 | 1,85 | 1,27 | 78 806   | 68,62                |

## Lista de Deputados Eleitos
A lista apresentada é conforme a aplicação do Método D'Hondt:
| N.º | Nome                                                        | Partido | Partido                  | Partido                              | Quociente   |
| --- | ----------------------------------------------------------- | ------- | ------------------------ | ------------------------------------ | ----------- |
| 1   | Joaquim Sarmento                                            |         |                          | AD - Coligação PSD/CDS (PPD/PSD)     | 362506      |
| 2   | Mariana Vieira da Silva                                     |         | Partido Socialista       | Partido Socialista                   | 301492      |
| 3   | André Ventura                                               |         | Chega                    | Chega                                | 265718      |
| 4   | Miguel Pinto Luz                                            |         |                          | AD - Coligação PSD/CDS (PPD/PSD)     | 181253      |
| 5   | Miguel Filipe Pardal Cabrita                                |         | Partido Socialista       | Partido Socialista                   | 150746      |
| 6   | Rui Paulo Sousa                                             |         | Chega                    | Chega                                | 132859      |
| 7   | Regina Bastos                                               |         |                          | AD - Coligação PSD/CDS (PPD/PSD)     | 120835,3333 |
| 8   | Edite Estrela                                               |         | Partido Socialista       | Partido Socialista                   | 100497,3333 |
| 9   | Mariana Leitão                                              |         | Iniciativa Liberal       | Iniciativa Liberal                   | 97098       |
| 10  | Paulo Núncio                                                |         |                          | AD - Coligação PSD/CDS (CDS-PP)      | 90626,5     |
| 11  | Marta Sofia Martins da Silva                                |         | Chega                    | Chega                                | 88572,6667  |
| 12  | Rui Tavares                                                 |         | Livre                    | Livre                                | 87530       |
| 13  | Frederico André Branco dos Reis Francisco                   |         | Partido Socialista       | Partido Socialista                   | 75373       |
| 14  | Manuel Alexandre Mateus Homem Cristo                        |         |                          | AD - Coligação PSD/CDS (PPD/PSD)     | 72501,2     |
| 15  | Pedro Pessanha                                              |         | Chega                    | Chega                                | 66429,5     |
| 16  | Sandra Cristina de Sequeiros Pereira                        |         |                          | AD - Coligação PSD/CDS (PPD/PSD)     | 60417,6667  |
| 17  | Pedro Manuel Amaro Martins Vaz                              |         | Partido Socialista       | Partido Socialista                   | 60298,4     |
| 18  | Ricardo Dias Pinto Blaufuks                                 |         | Chega                    | Chega                                | 53143,6     |
| 19  | Alexandre Poço                                              |         |                          | AD - Coligação PSD/CDS (PPD/PSD)     | 51786,5714  |
| 20  | Isabel Moreira                                              |         | Partido Socialista       | Partido Socialista                   | 50248,6667  |
| 21  | Rodrigo Miguel Dias Saraiva                                 |         | Iniciativa Liberal       | Iniciativa Liberal                   | 48549       |
| 22  | Paulo Raimundo                                              |         |                          | Coligação Democrática Unitária (PCP) | 45430       |
| 23  | João Mário McMillan da Cunha Vale e Azevedo                 |         |                          | AD - Coligação PSD/CDS (PPD/PSD)     | 45313,25    |
| 24  | Felicidade Maria da Silva Santos Vital de Alcântara         |         | Chega                    | Chega                                | 44286,3333  |
| 25  | Isabel Rendeiro Marques Mendes                              |         | Livre                    | Livre                                | 43765       |
| 26  | Ricardo Jorge Monteiro Lima                                 |         | Partido Socialista       | Partido Socialista                   | 43070,2857  |
| 27  | Cristina Alexandra Rodrigues da Cruz Vaz Tomé               |         |                          | AD - Coligação PSD/CDS (PPD/PSD)     | 40278,4444  |
| 28  | Bruno Nunes                                                 |         | Chega                    | Chega                                | 37959,7143  |
| 29  | Eva Marise Cruzeiro Alexandre                               |         | Partido Socialista       | Partido Socialista                   | 37686,5     |
| 30  | Bruno Manuel Pedrosa Ventura                                |         |                          | AD - Coligação PSD/CDS (PPD/PSD)     | 36250,6     |
| 31  | Miguel de Oliveira Pires da Costa de Matos                  |         | Partido Socialista       | Partido Socialista                   | 33499,1111  |
| 32  | José Manuel Pombinho Barreira Soares                        |         | Chega                    | Chega                                | 33214,75    |
| 33  | João Pedro Vila Viçosa Louro                                |         |                          | AD - Coligação PSD/CDS (PPD/PSD)     | 32955,0909  |
| 34  | Angélique Inês da Teresa                                    |         | Iniciativa Liberal       | Iniciativa Liberal                   | 32366       |
| 35  | Margarida Maria de Moura Alves da Silva de Almeida Saavedra |         |                          | AD - Coligação PSD/CDS (PPD/PSD)     | 30208,8333  |
| 36  | Ana Paula Mata Bernardo                                     |         | Partido Socialista       | Partido Socialista                   | 30149,2     |
| 37  | Mariana Mortágua                                            |         | Bloco de Esquerda        | Bloco de Esquerda                    | 29914       |
| 38  | Patrícia Isabel Morgado de Almeida                          |         | Chega                    | Chega                                | 29524,2222  |
| 39  | Patrícia Carla Serrano Gonçalves                            |         | Livre                    | Livre                                | 29176,6667  |
| 40  | Marco Henriques Claudino                                    |         |                          | AD - Coligação PSD/CDS (PPD/PSD)     | 27885,0769  |
| 41  | André Filipe dos Santos Matos Rijo                          |         | Partido Socialista       | Partido Socialista                   | 27408,3636  |
| 42  | Madalena Simões Cordeiro                                    |         | Chega                    | Chega                                | 26571,8     |
| 43  | António Costa Rodrigues                                     |         |                          | AD - Coligação PSD/CDS (PPD/PSD)     | 25893,2857  |
| 44  | Davide Miguel Santos Amado                                  |         | Partido Socialista       | Partido Socialista                   | 25124,3333  |
| 45  | Jorge Miguel Esteves Teixeira                               |         | Iniciativa Liberal       | Iniciativa Liberal                   | 24274,5     |
| 46  | Ana Isabel Marques Xavier                                   |         |                          | AD - Coligação PSD/CDS (PPD/PSD)     | 24167,0667  |
| 47  | Rui Miguel Candeias Cardoso                                 |         | Chega                    | Chega                                | 24156,1818  |
| 48  | Inês Sousa Real                                             |         | Pessoas–Animais–Natureza | Pessoas–Animais–Natureza             | 23369       |